# 中範囲の理論
中範囲の理論（ちゅうはんいのりろん）または 中範囲理論（ちゅうはんいりろん）（英: Middle-range theory）とは、ロバート・K・マートンによって提唱された、理論と実証研究とを統合することを目的とする社会学理論へのアプローチである。現在、特にアメリカにおいて、社会学の理論構築において、事実上の支配的アプローチとなっている 。
中範囲理論は（社会システムのような広範な抽象的な存在ではなく）経験的な現象から始まり、データによって検証可能な一般的な記述を作成するためにそれを抽象化する。このアプローチは機能主義や多くの紛争理論のような以前の社会理論の「壮大な」理論化とは対照的なものであった。レイモン・ブードンは「中範囲」理論は他のほとんどの科学が単に「理論」と呼んでいるのと同じ概念であると主張している。
分析社会学は、このような理論をより抽象度の高い首尾一貫したパラダイムに統一することを目的としている。